# Vuhlehirsk
Vuhlehirsk (ukrajinsky Вуглегірськ; rusky Углегорск – Uglegorsk) je město v Doněcké oblasti na Ukrajině. Leží zhruba padesát kilometrů severovýchodně od Doněcka, správního střediska celé oblasti, a patří k městskému okresu města Jenakijeve. V roce 2013 měl Vuhlehirsk přes osm tisíc obyvatel.

## Historie

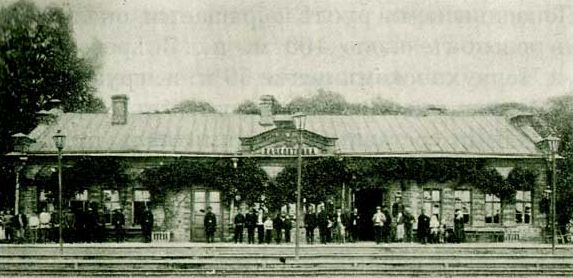
Nádraží „Chacapetivka“ v roce 1912

Vuhlehirsk byl oficiálně založen až v roce 1879 pod jménem Chacapetivka (Хацапетівка) jako železniční zastávka při stavbě železniční trati. Neoficiálně osadu založili již roku 1861 bratři Petr a Timofej Cahcapetovovi, dva uprchlí nevolníci z vesnice Dyijovka, dokládá to fakt, že na ruských mapách z roku 1863 je již Chacapetivka zakreslena. V roce 1900 zde žilo pouze 100 obyvatel.
V roce 1920 to bylo již 709 obyvatel ve 137 domech. Za druhé světové války se zde odehrála bitva od 5. října do 14. října 1941, při které padlo 135 vojáků italského sboru a 500 jich bylo zraněno.
Následující pojmenováni Uglegorsk získalo sídlo roku 1958 společně se statutem města,  po otevření dvou uhelných dolů z roku 1949 a třetího dolu z roku 1956. V roce 1967 byl postaven fotbalový stadion Šachťor pro 5000 diváků.

## Ruská agrese 2022
Po dlouhotrvajících bojích město 22. dubna 2022  dobyla zpět ukrajinská armáda a nalezla město v troskách.

### Rodáci
- Jurij Ivanovyč Ljašenko (* 1. ledna 1939) – ukrajinský filmový režisér

## Doprava
Město mělo v letech 1958-1980 tramvajovou dopravu a v letech 1982-únor 2022 trolejbusovou trať. 